# Pterolophia maacki
Pterolophia maacki es una especie de escarabajo longicornio del género Pterolophia, subfamilia Lamiinae. Fue descrita científicamente por Blessig en 1873.
Se distribuye por China, Mongolia, Corea, Rusia y Siberia. Posee una longitud corporal de 6-9 milímetros. El período de vuelo de esta especie ocurre en los meses de junio, julio y agosto.
Parte de su alimentación se compone de plantas de las familias Euphorbiaceae, Juglandaceae y Moraceae, entre otras.